# Djoemada al-thani
Djoemada al-thani (letterlijk de tweede djoemada, جمادى الثانية) is de zesde maand van het jaar van de islamitische kalender.

## Djoemada al-thani ten opzichte van de westerse kalender
De islamitische kalender is een maankalender, en de eerste dag van een nieuwe maand is de dag dat de nieuwe maan zichtbaar wordt. Daar een maanjaar 11 tot 12 dagen korter is dan een zonnejaar, verplaatst djoemada al-thani zich net als de andere maanden in de islamitische kalender door de seizoenen. Hieronder staan de geschatte data voor djoemada al-thani, gebaseerd op de Saoedische Umm al-Qurakalender:
| AH   | Eerste dag (CE)  | Laatste dag (CE) |
| ---- | ---------------- | ---------------- |
| 1446 | 2 december 2024  | 31 december 2024 |
| 1447 | 22 november 2025 | 20 december 2025 |
| 1448 | 11 november 2026 | 09 december 2026 |
| 1449 | 031 oktober 2027 | 28 november 2027 |
| 1450 | 019 oktober 2028 | 17 november 2028 |

Muharram ·
Safar ·
Rabi' al-awwal ·
Rabi' al-thani ·
Djoemada al-awwal ·
Djoemada al-thani ·
Rajab ·
Sha'aban ·
Ramadan ·
Shawwal ·
Dhoe al-Qi'dah ·
Dhoe al-Hidzjah